# Omar Mateen
Omar Mir Seddique Mateen (ur. 16 listopada 1986 w New Hyde Park, zm. 12 czerwca 2016 w Orlando) – amerykański masowy morderca, islamski terrorysta wewnętrzny afgańskiego pochodzenia, z zawodu ochroniarz i strażnik więzienny. 12 czerwca 2016 r. zabił 49 osób i ranił 53 osoby w strzelaninie w nocnym klubie Pulse w Orlando na Florydzie, po czym został zastrzelony przez policję.
Przed atakiem FBI dwukrotnie toczyło w jego sprawie śledztwo (w 2013 i 2014 roku). Mateen podobno zobowiązał się do współpracy z sunnickimi bojówkami Państwa Islamskiego (ISIS) propagującymi dżihad. Według informacji policyjnych, Mateen zadzwonił pod numer 911 zanim doszło do strzelaniny i zdeklarował swoją przynależność do ISIS.

## Życiorys
Mateen urodził się jako Omar Mir Seddique w New Hyde Park w Nowym Jorku. Jego rodzice pochodzą z Afganistanu. Ojciec Mateena jest Pasztunem, który wyemigrował do Stanów Zjednoczonych w latach 80. XX wieku. Jest zwolennikiem talibów. W 1991, po kilku latach mieszkania w Nowym Jorku, przeprowadził się wraz z rodziną do Port St. Lucie.
Mateen przez rok uczęszczał do Martin County High School. Został przeniesiony do St. Lucie West Centennial High School, z powodu bójki z kolegą ze szkoły. Jak opisuje jego znajomy, Mateen był prześladowany w drugiej szkole. Trzech kolegów z klasy opisało gazecie The Washington Post, iż Mateen trzymał kciuki za zamachowców podczas ataku z 11 września 2001.
W 2003 ukończył Martin County Adult Vocational School. W 2006 uzyskał dyplom w dziedzinie sądownictwa karnego na Indian River State College. Kiedy uczęszczał do szkoły, pracował dorywczo w wielu pobliskich sklepach i restauracjach.
W kwestionariuszu przeprowadzonym na River State College’s Criminal Justice Mateen przyznał się do popełnienia przestępstwa, które nie zostało wykryte. Nie podał jednak żadnych szczegółów dotyczących sprawy.
W 2006 złożył podanie o zmianę nazwiska, dodając człon Mateen, który zgodny jest z nazwiskiem jego rodziców (perskie: متين (matīn) oznaczające silny, twardy).
W kwietniu 2009 Mateen ożenił się z Sitorą Yusufiy pochodzącą z Uzbekistanu. Poznali się w 2008 na Myspace’ie, popularnym portalu społecznościowym. Cztery miesiące później doszło do separacji zakończonej rozwodem w lipcu 2011.
Mateen odwiedził dwukrotnie Arabię Saudyjską: w 2011 udając się na ośmiodniową wycieczkę oraz w 2012 podczas dziesięciodniowej wycieczki. Ministerstwo Spraw Wewnętrznych Arabii Saudyjskiej oświadczyło, iż celem wyjazdów mężczyzny była pielgrzymka do Mekki. W zbliżonym okresie wybrał się również do Zjednoczonych Emiratów Arabskich. Po konsultacji z władzami Arabii Saudyjskiej dyrektor FBI, James Comey, oświadczył, iż podczas podróży do Azji Mateen nie złamał prawa.
29 września 2011 Mateen ożenił się z Noor Zahi Salman, która wprowadziła się do mieszkania Mateena w Fort Pierce w listopadzie 2012. We wrześniu 2013 zamieszkali w domu w Port St. Lucie wraz z ojcem Mateena. Salman opuściła Mateena w grudniu 2015, po czym wyjechała do swojej rodziny w Rodeo w Kalifornii. Mateen i Salman mieli syna, który w dniu śmierci swojego ojca miał trzy lata.
Kiedy doszło do strzelaniny, Mateen mieszkał w Fort Pierce (około 160 kilometrów od Orlando na Florydzie), jednak jako adres do korespondencji podał dom rodziców w pobliskim Port St. Lucie. Według protokołów Florida Department of Law Enforcement, nie miał na Florydzie żadnych konfliktów z prawem.

## Życie zawodowe
Od października 2006 do kwietnia 2007 Mateen pracował jako strażnik więzienny w Zakładzie Poprawczym na Florydzie. Przydzielono go tam do Marin Correctional Institution. Został zwolniony z pracy z powodów administracyjnych niezwiązanych ze złym sprawowaniem.
Od września 2007 do końca życia Mateen pracował w brytyjskiej firmie ochroniarskiej G4S Secure Solutions w Jupiter na Florydzie. Firma dwukrotnie badała kontrolnie Mateena – pierwszy raz kiedy zaczynał pracę i drugi raz w 2013 roku. Nic nie wzbudziło zastrzeżeń G4S. Mateen odbył kurs ochroniarski i uzyskał pozwolenie na posiadanie broni. Przeszedł pomyślnie test psychologiczny. Nie był również osobą karaną. W 2010 został sfilmowany podczas pracy jako ochroniarz przy sprzątaniu po eksplozji platformy wiertniczej Deepwater Horizon. Powiedział on wtedy o pracownikach porządkujących teren: „Wszyscy przyjechali tutaj tylko po to, żeby zarobić. Tak jakby chcieli, żeby wyciekło więcej ropy, aby oni dostali pracę. Chcą, żeby wydarzało się więcej takich tragedii”. Jego komentarz został uwieczniony na filmie The Big Fix z 2012 roku.

## Charakterystyka
Ojciec Mateena to Seddique Mir Mateen. Był on gospodarzem telewizyjnego show Durand Jirga Show, który emitowany był w telewizji satelitarnej na kanale Payam-e-Afghan. W 2015 prezentował siebie jako kandydata na prezydenta Afganistanu. The Washington Post potwierdza, że Seddique Mateen wspierał afgańskich talibów, którzy znani są z aktów terroryzmu na ludności cywilnej oraz z prześladowania kobiet. Seddique stwierdził, że działania jego syna nie miały nic wspólnego z religią. Opowiedział również o sytuacji, kiedy jego syn wpadł we wściekłość, widząc dwóch mężczyzn całujących się na oczach jego rodziny. Miało to miejsce na festiwalu Bayside Marketplace kilka miesięcy przed strzelaniną, co – jak stwierdził ojciec – mogło mieć motywujący wpływ na dokonanie zamachu.
Po ataku na klub nocny, Sitora Yusufiy, była żona Mateena, powiedziała mediom, że w trakcie małżeństwa był on niestabilny emocjonalnie, bił ją i całkowicie odizolował ją od jej rodziny. Stwierdziła, że mężczyzna chorował na zaburzenia afektywne dwubiegunowe. Miał również styczność ze sterydami. Absolwent szkoły średniej, do której uczęszczał Mateen, opowiadał The Washington Post, że piętnastoletni Mateen w dzień zamachu z 11 września został fizycznie zaatakowany przez swojego ojca, Mira Seddique Mateena, na oczach innych uczniów.
Imam Shafiq Rahman z Muzułmańskiego Centrum w Fort Pierce powiedział mediom, że Omar Mateen był obecny w meczecie wraz z ojcem i swoim trzyletnim synem dwa dni przed strzelaniną. Imam stwierdził, że Omar „Był najbardziej spokojnym z mężczyzn. Przychodził tylko, by się pomodlić i wychodził. Zupełnie nic nie wskazywało na jego agresję”. Rahman dodał, że nigdy nie nakłaniał wiernych do przemocy wobec homoseksualistów.
Kolega ze szkoły i współpracownik Mateena powiedział, że mężczyzna nie miał żadnych otwartych konfliktów z homoseksualnymi pracownikami Treasure Coast Square, centrum handlowego w Jensen Beach.
Mężczyzna, który pracował z Mateenem w zachodnim Port St. Lucie, opisywał go jako „irytującego i niezrównoważonego”. Powiedział także, że Mateen często pozwalał sobie na homofobiczne, rasistowskie i seksistowskie komentarze. Wspominał także o zabijaniu ludzi. Współpracownik kilkakrotnie skarżył się firmie G4S na Omara Mateena. Jednakże jeden z mieszkańców Port St. Lucie, który znał Mateena, opisał go jako „bardzo uprzejmą (...), miłą i pozytywną osobę”.

## Seksualność
Osoby, które znały Mateena, podejrzewały, iż może być on osobą homo- lub biseksualną. Mężczyzna przyjaźniący się z nim od 2006 powiedział, że Mateen chodził z nim do gejowskich klubów, a nawet okazał zainteresowanie tym, by z nim randkować. Bywalcy klubów byli świadkami tego jak Mateen tańczył z jakimś mężczyzną. Jego kolega z klasy, któremu zależy na anonimowości, powiedział, że Mateen zapytał go kiedyś, czy jest gejem.
Orlando Sentinel i The Palm Beach Post donoszą, że co najmniej pięciu stałych klientów klubu Pulse widziało Mateena wielokrotnie w lokalu. Czasami pił alkohol, siedząc samotnie, a kiedy był zbyt mocno pijany, zachowywał się głośno i agresywnie. Świadek, który widział Mateena pod klubem godzinę przed strzelaniną, powiedział śledczym, że pisał ze sprawcą przez około rok, używając gejowskiej aplikacji randkowej Jack’d. Ów świadek oddał FBI swój telefon, by biuro mogło uzyskać więcej informacji o koncie zamachowca. Inny świadek zeznał, że Mateen próbował poderwać mężczyzn w nocnym klubie. Wiele świadków udzieliło gazecie Tampa Bay Times informacji, że nigdy nie widziało Omara Mateena w lokalu. Rzecznik Barbary Pomy (właścicielki klubu Pulse) oświadczył, że informacja o tym, iż Mateen był stałym klientem, jest „nieprawdziwa i całkowicie niedorzeczna”.
Seddique, ojciec Mateena, zaprzeczył jakoby jego syn był ukrywającym się homoseksualistą, mówiąc „Jeżeli byłby gejem, dlaczego miałby robić coś takiego?”. Dwa dni później, po wielu doniesieniach dotyczących orientacji seksualnej Mateena, jego ojciec dodał „Nie zauważyłem po nim niczego takiego i nie sądzę, żeby to była prawda”. Jego była żona, Sitora Yusufiy, udzielając wywiadu brazylijskiej telewizji SBT Brazil, przyznała, że jej były teść nazwał kiedyś Omara Mateena gejem w jej obecności. Po strzelaninie ojciec Mateena zamieścił w Internecie nagranie w swoim ojczystym języku dari. Stwierdził w nim, że to do Boga należy ukaranie homoseksualistów, więc wierni nie powinni podejmować działań na własną rękę.
Yusufiy przyznała w wywiadzie dla The Wall Street Journal, że Mateen „przywiązywał dużą wagę do homoseksualizmu”. Kiedy zapytano ją o to, czy był gejem, odpowiedziała, że nie wie; przyznał jej się jednak do tego, że chodził do gejowskich klubów. Narzeczony Sitory Yusufiy, pochodzący z Brazylii Marco Dias, przyznał, że według Sitory, Omar Mateen miał „gejowskie skłonności”. Dias dodał ponadto, że jego rodzina myślała, iż jest gejem, a FBI zabroniło Sitorze mówić o tym amerykańskim mediom.

## Powiązania z ugrupowaniami terrorystycznymi
W maju 2013 FBI zainteresowało się po raz pierwszy Mateenem, ponieważ zachowywał się nieodpowiednio wobec swoich współpracowników. Mateen wyznał wtedy innym ochroniarzom, że należy do Hezbollahu, a jego rodzina ma powiązania z Al-Ka’idą. Hezbollah jest ugrupowaniem wrogim wobec Państwa Islamskiego, do którego później Mateen ogłosił przynależność. Dyrektor FBI James Comey zauważył, że stanowisko Mateena było wewnętrznie sprzeczne. FBI wszczęło śledztwo w sprawie Mateena i dwukrotnie go przesłuchiwało. Mateen przyznał się do swoich słów skierowanych do współpracowników, jednak wyjaśnił, że powiedział tak w nerwach, gdyż współpracownicy z niego szydzili. Po dziesięciu miesiącach FBI zamknęło sprawę, uznając, że Mateen nie stanowi zagrożenia. Mężczyzna znajdował się na liście terrorystów Interpolu, jednak został z niej usunięty po zamknięciu śledztwa.
W lipcu 2014 FBI ponownie zainteresowało się Mateenem, ponieważ powiązano go z Monerem Mohammadem Abu Salhą, amerykańskim radykałem, który wyruszył do Syrii i dokonał tam samobójczego zamachu bombowego. Mężczyźni znali się pobieżnie i chodzili do tego samego meczetu. Śledztwo było prowadzone, skupiając się na osobie Abu Salhy.
Adam Schiff, członek House Intelligence Committee z ramienia demokratów, otrzymał od Departamentu Bezpieczeństwa Krajowego Stanów Zjednoczonych informację, iż Mateen nawiązał współpracę z Państwem Islamskim. Analitycy zaznaczyli jednak, że „na chwilę obecną należy ustalić, w jakim stopniu na Mateena miała wpływ Al-Ka’ida, a w jakim stopniu Państwo Islamskie”. Mateen wyraził także poparcie dla Dżabhat an-Nusry, syryjskiego odłamu Al-Ka’idy przeciwnego Państwu Islamskiemu.
Osoba, która przeżyła strzelaninę w klubie Pulse, powiedziała, że Mateen mówił podczas zamachu, żeby Stany Zjednoczone „przestały bombardować jego kraj”. Świadek potwierdził także, iż Mateen ogłosił przynależność do Państwa Islamskiego.

## Strzelanina

### Przygotowania
Dwa miesiące przed atakiem Mateen sprzedał swoją część domu w Port St. Lucie siostrze i szwagrowi za jedyne dziesięć dolarów amerykańskich. Tym samym mógł dać do zrozumienia, że jego plany ataku są daleko posunięte.
Miesiąc przed atakiem Mateen oddał krew w regionalnym krwiodawstwie OneBlood, które po zamachu zaopatrzyło większość rannych w krew.
Dwa tygodnie przed strzelaniną Mateen legalnie kupił w Port St. Lucie w sklepie z bronią półautomatyczny karabin SIG Sauer MCX oraz pistolet ręczny Glock 17, kaliber 9 mm. Obydwie bronie zostały później użyte w strzelaninie. Chciał również kupić kamizelkę kuloodporną, jednak nie była ona dostępna w sprzedaży w tym sklepie. Próbował także nabyć kamizelkę kuloodporną oraz 1000 sztuk amunicji w innym sklepie z bronią, ale personel był wobec niego podejrzliwy i odmówiono mu sprzedaży. Sprzedawca broni utrzymuje, że skontaktował się w tej sprawie z FBI, jednak biuro oświadcza, że nie otrzymało takiego zgłoszenia. Biuro szeryfa również informuje, że nie otrzymało powiadomienia o tym incydencie.
Jak podaje NBC News, Noor Salman, druga żona Mateena, powiedziała FBI, że „odwiozła go kiedyś do gejowskiego klubu Pulse, ponieważ chciał się wokół niego rozejrzeć”. Władze zajmujące się śledztwem powiedziały Associated Press, że Salman podejrzewała go o planowanie zamachu, jednak nie mogła mieć pewności jedynie na podstawie tych przypuszczeń. Kilka dni przed strzelaniną Salman towarzyszyła Mateenowi przy zakupie amunicji, a w dzień poprzedzający tragedię przestrzegała go przed jego pomysłami.
Kilka godzin przed atakiem Mateen odwiedził dom swoich rodziców, by spędzić czas z ojcem. Jego ojciec stwierdził, że nie zauważył niczego niepokojącego w zachowaniu swojego syna.
ABC News i Fox News doniosły, że 12 czerwca wczesnym rankiem Mateen zamieścił wpisy na jednym ze swoich kont na Facebooku: „Prawdziwi muzułmanie nigdy nie zaakceptują zgniłych postaw Zachodu... Zabijacie niewinne kobiety i dzieci, robiąc z nas samolotowych zamachowców... Teraz zasmakujcie zemsty Państwa Islamskiego”. Pisał także: „Ameryko i Rosjo, przestańcie bombardować Państwo Islamskie”. Jego ostatni wpis na Facebooku to: „W ciągu następnych kilku dni zobaczycie ataki Państwa Islamskiego w USA”. Posty te – usunięte po publikacji – zostały odkryte i opublikowane przez Senacką Komisję Stanów Zjednoczonych do spraw Bezpieczeństwa Narodowego i Spraw Rządowych.

### Zamach i śmierć
12 czerwca 2016 około godziny 2:00 czasu wschodniego Omar Mateen wszedł do klubu Pulse w Orlando na Florydzie i zaczął strzelać. O 2:22 połączył się z numerem 911 i poinformował, że współpracuje z Państwem Islamskim, a także nawiązał do Tamerlana Carnajewa i Dżochara Carnajewa, którzy dokonali zamachu podczas maratonu w Bostonie w 2013 roku. Wspomniał również o swoim znajomym Monerze Mohammadzie Abu Salhi, który zmarł w samobójczym zamachu bombowym w Syrii w 2014. Według danych FBI, podczas strzelaniny Mateen połączył się z numerem 911 jeszcze dwukrotnie. Zadzwonił także do News 13, przedstawiając się jako strzelec w nocnym klubie. Według The Washington Post, przeprowadził on atak na Pulse na rozkaz Państwa Islamskiego.
Omar Mateen wziął zakładników. Policja wtargnęła do klubu i zaczęła strzelać do zamachowca. Wymiana ognia między policją a Mateen'em trwała około 50 minut. O 5:50 Mateen został zastrzelony przez policję i poniósł śmierć na miejscu (policja poinformowała o jego śmierci o 5:53). Zanim zginął, zamachowiec zabił 49 osób, a 53 ranił. Zamach ten był najbardziej krwawą strzelaniną w akcie terroryzmu w całej historii Stanów Zjednoczonych, najbardziej śmiertelnym atakiem w amerykańskiej historii społeczności LGBT, a także największym atakiem terrorystycznym w USA od czasów zamachu z 11 września 2001 roku.